# 贺兰山女蒿
贺兰山女蒿（学名：Hippolytia alashanensis）是菊科女蒿属的植物，为中国的特有植物。分布在中国大陆的甘肃、内蒙古、宁夏等地，生长于海拔1,900米至2,250米的地区，多生长于石缝中、草原、山坡或荒漠草原，目前尚未由人工引种栽培。
种加名 alashanensis 意为贺兰山“阿拉善的”。
现在的接受名为Poljakovia alashanensis (Y.Ling) Grubov & Filatova， 2001